# Liberia aux Jeux olympiques d'été de 1972
Le Liberia participe aux Jeux olympiques d'été de 1972 qui se déroulent du 26 août au 11 septembre 1972 à Munich en Allemagne. Il s'agit de leur quatrième participation à des Jeux d'été. La délégation libérienne est représentée par des athlètes en athlétisme seulement.
Le Liberia fait partie des pays qui ne remportent pas de médaille au cours de cet événement sportif.

## Résultats

### Athléisme
Hommes
| Athlète       | Épreuve | Séries       | Séries   | Quarts de finale | Quarts de finale | Demi-finale | Demi-finale | Finale   | Finale |
| Athlète       | Épreuve | Résultat     | Rang     | Résultat         | Rang             | Résultat    | Rang        | Résultat | Rang   |
| ------------- | ------- | ------------ | -------- | ---------------- | ---------------- | ----------- | ----------- | -------- | ------ |
| Andrew Sartee | 100 m   | 11 s 09      | 8e (NQ)  | NC               | NC               | NC          | NC          | NC       | NC     |
| Dominic Saidu | 200 m   | 22 s 48      | 6e (NQ)  | NC               | NC               | NC          | NC          | NC       | NC     |
| Thomas N'Ma   | 400 m   | 49 s 73      | 5e (NQ)  | NC               | NC               | NC          | NC          | NC       | NC     |
| Thomas Howe   | 800 m   | 2 min 00 s 7 | 8e (NQ)  | NC               | NC               | NC          | NC          | NC       | NC     |
| Edward Kar    | 1 500 m | 4 min 21 s 4 | 10e (NQ) | NC               | NC               | NC          | NC          | NC       | NC     |